# Anomiopus andrei
Anomiopus andrei là một loài bọ cánh cứng trong họ Bọ hung (Scarabaeidae).